# Aptinoclerus dozocolletoides
Aptinoclerus dozocolletoides là một loài bọ cánh cứng trong họ Cleridae. Loài này được Kuwert miêu tả khoa học đầu tiên năm.